# Missione Italcon Libano
La Missione Italcon (o "contingente italiano in Libano") è stata un'operazione di peacekeeping condotta dalle forze armate italiane in Libano, nell'ambito della "Forza Multinazionale in Libano" (MFL), con Francia, Stati Uniti d'America e, in misura minore, Regno Unito.
Si svolse dal 1982 al 1984, in due fasi, denominate "Libano 1" e "Libano 2". Era la prima volta dopo la fine della seconda guerra mondiale che un reparto armato italiano si recava in missione fuori dai confini italiani, con il compito di difendere la popolazione civile.
In seguito all'operazione Pace in Galilea, condotta dalle forze militari israeliane, fu raggiunto un accordo, grazie alla mediazione di Philip Habib, inviato in Libano dal presidente statunitense Ronald Reagan: secondo gli accordi, forze militari di pace multinazionali (statunitensi, francesi e italiane) avrebbero permesso ai sopravvissuti dell'Organizzazione per la Liberazione della Palestina (OLP) di trovare rifugio negli Stati arabi confinanti garantendo, allo stesso tempo, che i civili palestinesi nei campi profughi non sarebbero stati nuovamente armati.

## Operazione Libano 1 (1982)

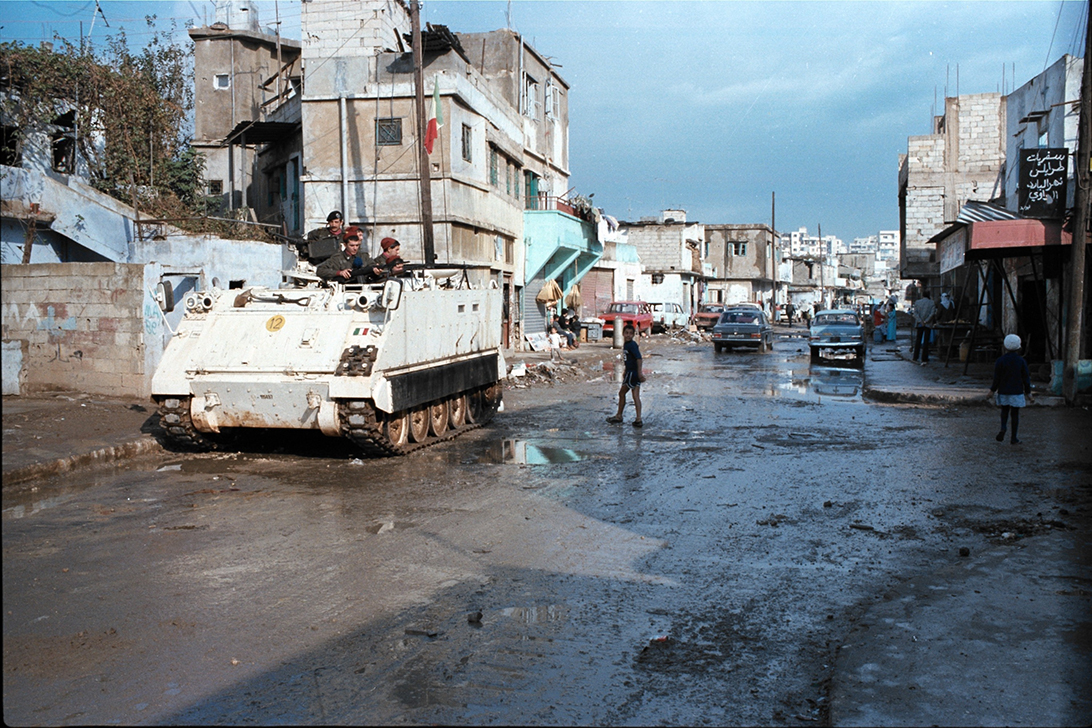
Bersaglieri italiani a Beirut nel 1982

L'operazione "Libano 1", sotto egida ONU, cominciata il 21 agosto 1982 con la partenza dall'Italia del contingente militare cui era affidata la missione a bordo delle navi da sbarco della Marina Militare Grado e Caorle e del traghetto del Lloyd Triestino "Buona Speranza", noleggiato dal Ministero della difesa, con la scorta della fregata Perseo. La missione, al comando del tenente colonnello Bruno Tosetti, venne affidata al 2º battaglione bersaglieri "Governolo", composto da una compagnia comando, due compagnie meccanizzate, un plotone genio e un plotone carabinieri, per un totale di 519 uomini (di cui 40 ufficiali, 81 sottufficiali e 389 militari di truppa) con al seguito circa 200 mezzi tra gommati e cingolati. In precedenza nave Caorle aveva evacuato i civili dal Libano.
Dopo l'attracco nel porto di Beirut delle due navi militari e del traghetto civile, avvenuto il 26 agosto 1982, le operazioni ebbero inizio lo stesso giorno. Compito del contingente italiano era quello di garantire la sicurezza fisica dei palestinesi che lasciavano Beirut e degli altri abitanti della città e favorire il ristabilimento della sovranità e dell'autorità del governo libanese nel settore meridionale della capitale libanese, smilitarizzare un'area a cavallo della "Linea Verde" interponendosi fra le forze israeliane e palestinesi, e portare in salvo le forze palestinesi oltre il confine siriano.
La missione si concluse il 12 settembre dello stesso anno, con il rientro dal Libano dei militari impegnati a bordo delle navi Caorle e Buona Speranza.

## Operazione Libano 2 (1982-1984)
Due soli giorni dopo la ripartenza delle truppe italiane verso il proprio paese, vi fu l'attentato al quartier generale dei cristiano maroniti dove persero la vita l'appena eletto presidente della repubblica Bashir Gemayel e 25 dirigenti. Il 16 settembre la ritorsione con i massacri nei campi di Sabra e Shatila.Così la decisione di un nuovo intervento internazionale.

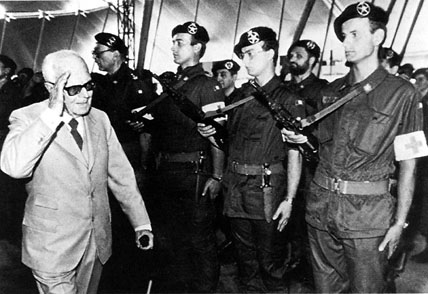
Il presidente Pertini a Beirut passa in rassegna il contingente italiano nel 1983

In principio la missione era concepita come iniziativa ONU, ma il veto dell'URSS annullò l'egida internazionale mentre il contingente era già in navigazione verso il Libano, per cui ITALCON si trasformò in corso d'opera in uno sforzo eminentemente nazionale, insieme con Francia, USA e Regno Unito. Come diretta conseguenza, tutti i mezzi, compresi i VCC-1 Camillino, impegnati sul terreno mantennero comunque la colorazione bianca usata di norma per l'identificazione come veicolo ONU, che era stata apposta in patria al momento dell'approntamento prima della partenza ma, proprio a seguito del veto, invece che le classiche lettere UN (NU nei Paesi di lingua francese) portarono dipinta la bandiera italiana. Tale circostanza era testimoniata anche dai copricapi -tranne gli elmetti- portati dal personale, in particolare il basco, che invece che blu con fregio ONU, era quello "nazionale" di specialità con relativo fregio (all'epoca nero per tutte le armi e Corpi) con l'eccezione dei paracadutisti, che indossavano il tradizionale basco amaranto e dei bersaglieri, che utilizzavano il fez e in alternativa l'elmetto col piumino.
La missione ebbe inizio il 20 settembre 1982 con la partenza delle navi da sbarco Grado e Caorle che trasportavano i blindati del Battaglione "San Marco" al comando del capitano di fregata Pierluigi Sambo, scortate dalla fregata Perseo, e dei traghetti Canguro Bianco, Buona Speranza partiti da Genova con a bordo i mezzi e la logistica e Staffetta Jonica partita da Cipro con a bordo i militari dell'esercito arrivati nell'isola con un ponte aereo Italia/Cipro della Aeronautica Militare e aerei civili; quando la situazione sul terreno peggiorò si aggiunsero, inoltre, a supporto del contingente a rotazione, le unità della Marina Militare dotate di cannoni con calibro 127/38:Intrepido, che fu la prima a giungere in supporto il 12 maggio 1983, o dotate di cannoni con il calibro 127/54: Ardito, Audace, Perseo, Lupo,Sagittario e Orsa.
Il contingente italiano, inizialmente di un migliaio di uomini, al comando del colonnello dei paracadutisti Franco Angioni, il 24 settembre 1982 arrivò in Libano, a causa della difficile situazione a Beirut, e dei massacri nei campi profughi. I rapporti con la popolazione locale e le diverse parti in lotta vennero inoltre enormemente facilitati dalla costruzione di un ospedale da campo nei pressi dell'aeroporto di Beirut, dove tutti i feriti di qualunque fazione e i civili venivano curati. Nei mesi successivi Angioni fu promosso generale di brigata e il contingente raggiunse un organico di 2 300 unità. Complessivamente nella missione si alternarono 8 345 militari italiani.
Nonostante i tentativi di intermediazione ci furono diversi scontri a fuoco e i militari italiani, quando dovettero, usarono senza remore i loro FAL BM 59. Il 15 marzo 1983 alle 21:00 una pattuglia del Battaglione "San Marco" cadde in un'imboscata nei pressi del campo di Sabra, e quattro uomini rimasero feriti, di cui uno gravemente. Quella stessa notte il generale Angioni decise di uscire con gli incursori del Col Moschin per intercettare gli assalitori, che ancora non avevano lasciato la zona. Al contatto col nemico iniziò un violento scontro a fuoco, nel quale i libanesi si batterono con armamento più pesante e armi controcarro. Nel combattimento tre incursori rimasero feriti e si decise di sospendere l'azione. Uno degli italiani perse una gamba.
Il 15 marzo 1983 un mezzo italiano mentre si trovava in azione di pattugliamento notturno sulla via dell'aeroporto nei pressi del campo profughi palestinese di Burj El Barajneh, a Beirut, cadde in un'imboscata e fu attaccato con raffiche di mitra e lancio di bombe. Il militare italiano Filippo Montesi, marò del San Marco, venne colpito alla schiena e morì il 22 marzo 1983 a seguito delle ferite riportate. Ben più gravi le perdite per gli altri due contingenti militari. Il 23 ottobre 1983 un duplice attentato dinamitardo alle basi della forza multinazionale causò la morte di 241 marines statunitensi e 56 soldati francesi.
Il 22 settembre 1983, un bombardamento di artiglierie druse diretto ai quartieri cristiani, colpì un deposito munizioni del Battaglione della Folgore distruggendolo.
La fine della missione venne avviata l'11 febbraio 1984 con il trasferimento a Cipro dei civili italiani da parte della nave Caorle e con il rientro a partire dal 20 febbraio della squadra navale al comando dell'ammiraglio Giasone Piccioni, costituita da Vittorio Veneto, Doria, Ardito, Audace, Orsa, Perseo, Sagittario, Stromboli, Caorle, a protezione dei traghetti civili Anglia e Jolly Arancione e delle motonavi Appia e Tiepolo, con le navi Doria, Sagittario e Caorle che restarono in Libano ancora per poco tempo.
La missione terminò il 6 marzo 1984, quando rientrò l'ultima compagnia carabinieri paracadutisti.
Montesi fu l'unico militare italiano a cadere durante la missione ITALCON "Libano 2". In quella missione si sono avuti inoltre 75 feriti da parte italiana. Quando il contingente rientrò nella base di Livorno a fine missione fu accolta da grandi festeggiamenti in città, e il suo comandante Angioni conobbe un'enorme popolarità su scala nazionale.

### Organizzazione
- Comandante e Comando;
- Compagnia Comando e Trasmissioni;
- Battaglione Paracadutisti della brigata Folgore (si alternavano il 1º Btg. CC. par. "Tuscania", il 2º Btg. par. "Tarquinia", il 5º Btg. par. "El Alamein", oltre a elementi del 185º Gruppo Viterbo, del Reparto Comando e Trasmissioni, della Compagnia Pionieri, della Scuola militare di Paracadutismo);
- Battaglione San Marco della Marina Militare, con elementi del GOI del Comando Subacquei e Incursori;
- Battaglione Bersaglieri (prima Governolo, poi Bezzecca, quindi il Cernaia allora di stanza a Pordenone);
- Compagnia incursori del 9º Btg. d’Ass. par. "Col Moschin";
- Squadrone Cavalleggeri su autoblindo;
- Plotone del Genio;
- Battaglione Logistico;
- Ospedale da Campo, con elementi della Sanità militare.
- Mezzi: 97 veicoli corazzati da combattimento, 6 autoblindo, 125 autovetture, 186 autocarri, 89 rimorchi e 8 autoambulanze.

## Terzo intervento

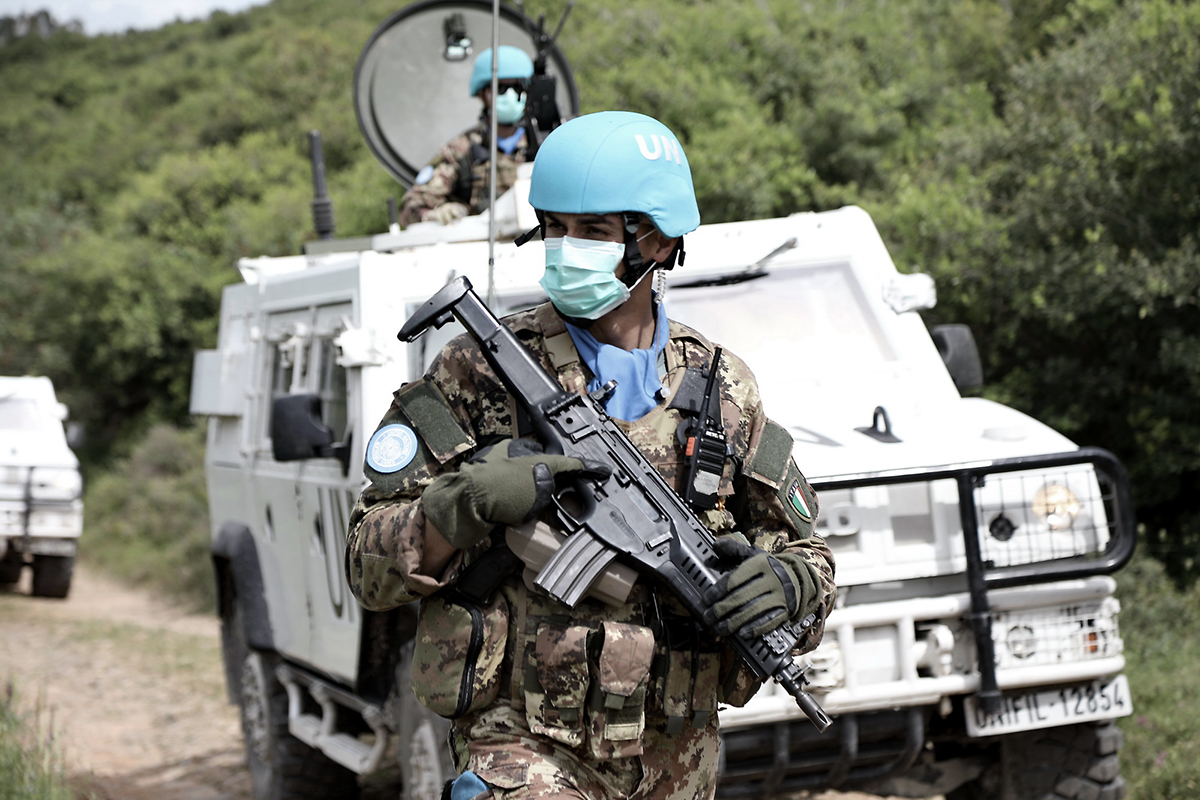
Granatieri di Sardegna durante l'operazione Leonte nel 2020

A seguito del conflitto israelo-libanese del 2006, vi è stata una nuova risoluzione (la 1701) che dispone, fra le altre, una nuova forza di interposizione. L'operazione Leonte è scattata a settembre, sotto l'egida dell'ONU all'interno della missione UNIFIL 2. La "forza d'ingresso" (Entry Force) del contingente di pace italiano era costituita dalle truppe anfibie della Forza di Proiezione dal Mare (FPM), a sua volta composta dal Reggimento San Marco della Marina Militare e dal reggimento Lagunari dell'Esercito. La missione Leonte è ancora in corso.